# Schönau am Königssee
Schönau am Königssee je obec na severním břehu jezera Königssee, které leží v jejím katastru, v bavorském vládním obvodu Horní Bavorsko, v okrese Berchtesgadensko. Nejbližší větší obec je Berchtesgaden, nejbližší velkoměsto a oblastní regionální centrum je Salcburk, 15 km na jih na rakouské straně. Město obklopují Berchtesgadenské Alpy.

## Dnes
Roku 1978 vznikl Národní park Berchtesgadensko, jehož východní část je na katastru obce. V obci je uměle chlazená dráha pro boby, saně a skeleton.
V Berchtesgadenské kotlině se stále častěji konají mnohé z letních i zimních sportovních akcí, jako např. MS ve snowboardingu, lyžařské závody FIS a závody v jízdě na bobech, jízdě na saních či skeletonu na všech úrovních.

## Rozvoj turistiky
Na 1200 m hlubokém jezeře Königssee je povolen pouze provoz tichých lodí na elektrický pohon, veslic a šlapadel. Jezero je velmi oblíbené malíři, zvláště pak část Malerwinkel – Malířský koutek.

## Členění obce
Obec v dnešní podobě vznikla sloučením obcí Schönau a Königssee v roce 1978, součástí je od roku 1984 i jezero Königssee, kostel sv. Bartoloměje a okolní hory včetně východní části Watzmannu.
Z občanské iniciativy vzešla v letech 2004/2005 žádost o referendum, s cílem spojit pět obcí berchtesgadenské kotliny do jediné sloučené obce. Pouze v Berchtesgadenu dosáhl počet hlasů pro přes 60 %, ovšem současně referendum ztroskotalo na rozhodnutí občanů obcí Schönau am Königssee a Bischofswiesen. Nato se iniciátoří vzdali konání pozdějších referend v Ramsau a Marktschellenbergu.